# قلنباق

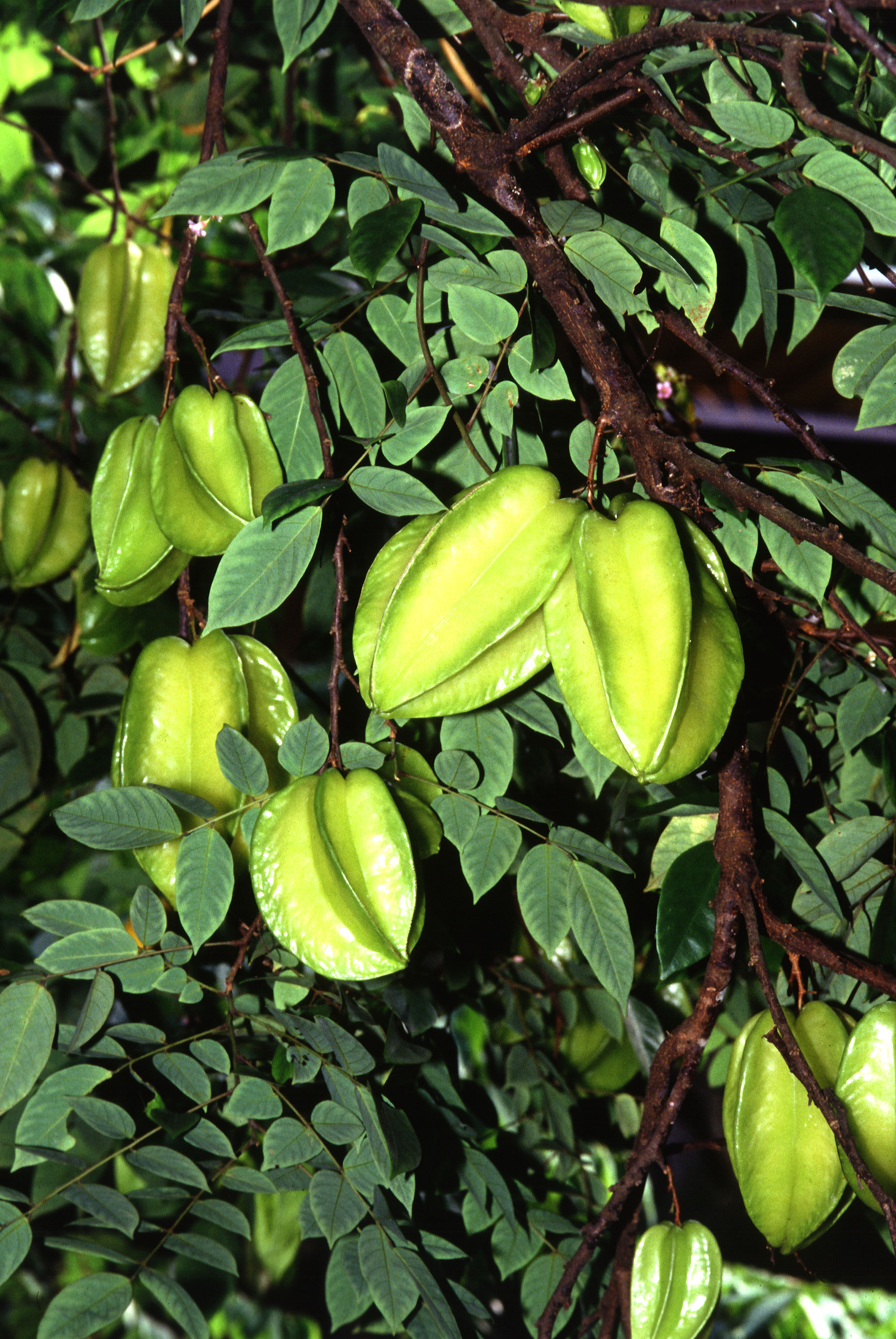

القُلُنْباق أو الرُشدِيّة  أو كرمبولة ويسمى بمصر بُرتقال بَامِيَة [بحاجة لمصدر] (الاسم العلمي: Averrhoa carambola)، هو نبات ينتمي إلى الفصيلة الحماضية (باللاتينية: Oxalidaceae). ويُسمى أيضًا الإِجَّامُ (الجمع: أَجَاجِيمٌ، الواحدة: إِجَّامَةٌ، وأصلها إنْجامة مُبْدلة من نجمة وذلك لأنّها إذا قُطعت في عَرْضِها ظهر شكل نجمة عليها، ثمّ أُدغمت النون في الجيم على ديدن العرب كما في مثل قولهم: إجّاصة في إنجاصة وإجّار في إنجار وإجّانة في إنجانة) أو فاكهة النجمة أو رشدية نجمية أو رشدية كرامبولية أو الكرامبولة (الاسم العلمي: Averrhoa carambola) هي نوع من النباتات تتبع جنس الرشدية من الفصيلة الحماضية. وهي شجرة تزرع في المناطق الاستوائية وهي بطيئة النمو تتكيف مع الجو الدافئ ولا تحتمل الأجواء الباردة وتنمو تقريبا في جميع أنواع التربة وتنمو بشكل أفضل في التربة المالحة ويعتقد أن جنوب شرق آسيا هو موطنها الأصلي وكذلك في سيريلانكا وأندونيسية. الشجرة متوسطة الحجم يصل ارتفاعها إلى 22-33 قدماً، ذات جذع واحد وجذوع متعدة. الأوراق مركبة، تحمل كل ورقة 45 أزواج من الوريقات الرمحية المسحوبة القمة وهي لامة بلون أخضر فاتح. الأزهار صغيرة الحجم بنفسجيـة اللون. والثمار عنبية ذات شكل إهلييجي أو بيضوي يتراوح طولها بين 5-13سم ذات لون أصفر باهت إلى غامق مقسمة إلى حوالي 5 مناطق بارزة (أجنحة). وتكون الثمار الناضجة شفافة عصيرية ذات طعم حلو مع حموضة مقبولة. عند تقطيع ثمار الكرمبولا من المنتصف، تأخذ القطع شكل نجمة خماسية مكتملة، ولهذا اشتهرت تسميتها بفاكهة النجم. وهذه الفكهة تحتوي على نسبة مرتفعة من البتاسيوم ومضادات الأكسدة، وفيتامين c، والصوديوم.